# Zvjezdane staze: Nova generacija
Zvjezdane staze: Nova generacija (eng. Star Trek: The Next Generation) je američka znanstveno-fantastična serija, koju je osmislio Gene Roddenberry. Serijal The Next Generation je, prema mnogim kritičarima i fanovima, najbolji serijal o Zvjezdanim stazama. Poznat je po tome što sadrži dosta duhovnih elemenata, odnosno, nije orijentiran isključivo na akciju. Drugim riječima, bavi se temama koje su u vrijeme snimanja (kraj 80-ih i početak 90-ih) bile veoma popularne među svekolikim gledateljstvom.

## Kratak sadržaj
Kapetan Jean-Luc Picard (Patrick Stewart) zapovjednik je broda USS Enterprise-D. To je peti federacijski brod koji nosi to čuveno ime. Uz pomoć ostalih važnijih članova posade, prvog časnika Williama T. Rikera (famozni "Number One"), poručnika Date, brodske savjetnice Deanne Troi, šefa strojarnice Geordija LaForgea, poručnika Worfa, poručnice Tashe Yar (poginula 2364.) te doktorice Beverly Crusher, kapetan Picard se suočava s mnogim problemima koji muče razne interstelarne rase. Kroz 7 sezona Enterprise se suočava sa, možda i najopasnijim neprijateljom u galaskiji, Borgom, koji je u dvodijelnoj epizodi "The Best of Both Worlds" to i dokazao, uništivši čak 39 federacijskih brodova sa samo jednom Kockom. U serijalu postoje i epizode s raznim vremenskim petljama, skokovima i putovanjima. Primjerice, u epizodi "Yesterday's Enterprise" Enterprise susreće svog prethodnika, Enterprise-C, koji je došao iz prošlosti, i na taj način promijenio sadašnjost (daleko detaljnije u samoj epizodi).
U pilot epizodi, "Encounter at Farpoint", Q iskušava ljudsku rasu. Q je svemoguće biće, koje živi u Q Univerzumu, kojeg ljudski um ne može poimati. Zanimljivo je da se i u zadnjoj epizodi to suđenje nastavlja. 
Nova generacija unosi neke zanimljive znanstvene i tehnološke novosti u Zvjezdane staze. U knjizi "The Next Generation Technical Manual" (Michael Okuda) detaljno su objašnjene sve funkcije broda i načini na koje se oni izvode, kao i pokušaji objašnjavanja istih s relevantnim znanstvenim činjenicama. Primjerice, inercijski prigušnici, prilikom skoka u warp, kompenziraju silu inercije tako što proizvode potpuno jednaku silu, ali suprotnog predznaka, pa posada Enterprisea ostaje živa i zdrava. 
Prema mnogima Nova generacija predstavlja sam creme de la creme Zvjezdanih staza, a i znanstvenofantastičnog žanra uopće.

## Likovi

### Glavni likovi
| Lik                 | Pozicija                                  | Glumac          |
| ------------------- | ----------------------------------------- | --------------- |
| Jean-Luc Picard     | Kapetan                                   | Patrick Stewart |
| William T. Riker    | Prvi časnik/Kapetan fregate               | Jonathan Frakes |
| Data                | Drugi\istraživački časnik/Kapetan korvete | Brent Spiner    |
| Worf                | Taktički i operacijski časnik             | Michael Dorn    |
| Geordi LaForge      | Šef strojarnice                           | LeVar Burton    |
| Deanna Troi         | Brodska savjetnica                        | Marina Sirtis   |
| Dr. Beverly Crusher | Brodska liječnica                         | Gates McFadden  |
| Tasha Yar           | Zapovjednica osiguranja                   | Denise Crosby   |
| Wesley Crusher      | Privremeni zastavnik                      | Wil Wheaton     |
| Q (Star Trek)       | Svemoguće biće                            | John de Lancie  |
| Guinan              | Radi u Ten-Forwardu                       | Whoopi Goldberg |

## Nagrade i nominacije
Između ostalog serija je osvojila i nagradu Saturn za najbolje televizijsko DVD izdanje.